# الک سیتی، آیداهو
الک سیتی (به انگلیسی: Elk City) یک منطقهٔ مسکونی در ایالات متحده آمریکا است که در شهرستان آیداهو، آیداهو واقع شده‌است. الک سیتی ۲۰۲ نفر جمعیت دارد و ۱٬۲۲۱٫۰۴ متر بالاتر از سطح دریا واقع شده‌است.